# Muhlenbergia brevifolia
Muhlenbergia brevifolia är en gräsart som beskrevs av Frank Lamson Scribner och William James Beal. Muhlenbergia brevifolia ingår i släktet muhlygräs, och familjen gräs. Inga underarter finns listade i Catalogue of Life.